# The Bridge (Melanie Fiona)
The Bridge è l'album di debutto della cantante canadese Melanie Fiona. In uscita negli USA il 18 agosto 2009, l'album contiene 13 tracce, più tre bonus track, che spaziano dall'R&B al soul fino al reggae. L'album è stato anticipato dal singolo Give It To Me Right.

## Tracce
1. Give It To Me Right
2. Bang Bang
3. Monday Morning
4. Please Don't Go (Cry Baby)
5. Ay Yo
6. Walk On By
7. You Stop My Heart
8. Johnny
9. Sad Songs
10. Priceless
11. It Kills Me
12. Teach Him

### Bonus Track
1. Somebody Come Get Me
2. G.A.M. Grown Ass Man
3. Island Bwoy

## Classifiche
| Classifica                            | Posizione max. |
| ------------------------------------- | -------------- |
| Billboard Canadian Albums             | 25             |
| German Albums Charts                  | 35             |
| Italian Albums Chart                  | 61             |
| Swiss Albums Chart                    | 3              |
| Official Albums Chart                 | 98             |
| U.S. Billboard 200                    | 27             |
| U.S. Billboard Top R&B/Hip-Hop Albums | 4              |

### Andamento nella classifica italiana degli album
| Posizione | 66 | 70 | 68 | 87 | 84 | 80 |